# Het Pauperparadijs (musical)
Het Pauperparadijs is een muziektheatervoorstelling van Tom de Ket gebaseerd op het gelijknamige boek van Suzanna Jansen. De eerste twee jaar vond de voorstelling plaats in het bedelaarsgesticht Veenhuizen, waar ook het boek speelt.
In het Pauperparadijs wordt de geschiedenis van de armoedebestrijding in de 19e eeuw door Johannes van den Bosch en de door hem opgerichte Maatschappij van Weldadigheid beschreven. Suzanna Jansen heeft dit verhaal verteld aan de hand van de lotgevallen van haar familieleden die terecht kwamen in het bedelaarsgesticht Veenhuizen van de Maatschappij van Weldadigheid. Tom de Ket heeft in zijn musical geprobeerd de tegenstelling tussen arm en rijk, niet alleen in de 19e eeuw, maar ook in deze tijd zichtbaar te maken. De opzet en uitvoering werden zeer goed ontvangen, met name omdat de opvoering op de binnenplaats van het huidige Gevangenismuseum uniek te noemen is. Critici zeggen dat De Ket in het stuk en in interviews incorrecte informatie verspreidt en een te negatief beeld schetst dat uit historische context gehaald is.
In 2016 zijn er 40 voorstellingen geweest en in de zomer van 2017 werd de voorstelling 52 keer in Veenhuizen opgevoerd. In 2018 is de musical opgevoerd in theater Carré in Amsterdam met 36 voorstellingen. Voor 2020 was een nieuwe reeks voorstellingen gepland in Veenhuizen. Deze reeks kon vanwege de coronamaatregelen niet doorgaan en werd verzet naar 2022. Maar ook in 2022 kon de reeks niet doorgaan door de veranderende stikstofreglementen.

## Personeel

### Cast
| Rol                                              | 2016 Veenhuizen     | 2017 Veenhuizen                    | 2018 Koninklijk Theater Carré           | 2023 Veenhuizen                  | 2024 Afas TheaterLeusden            | 2025 Afas Theater Leusden           |
| ------------------------------------------------ | ------------------- | ---------------------------------- | --------------------------------------- | -------------------------------- | ----------------------------------- | ----------------------------------- |
| Diverse rollen waaronder Johannes van den Bosch  | Dragan Bakema       | Dragan Bakema                      | Stefan Rokebrand / Dragan Bakema        | Stefan Rokebrand / Dragan Bakema | Ruben Brinkman                      | Ruben Brinkman                      |
| Diverse rollen waaronder verteller               | Paul R. Kooij       | Paul R. Kooij                      | Paul R. Kooij / Gusta Gelijnse          | Paul R. Kooij                    | Gusta Gelijnse                      | Gusta Gelijnse                      |
| Teunis                                           | Steyn de Leeuwe     | Steyn de Leeuwe / Matthijs IJgosse | Bart Rijnink / Steyn de Leeuwe          | Steyn de Leeuwe                  | Danny Westerweel                    | Mingus Dagelet                      |
| Cato en Moeder Neeltje                           | Margreet Boersbroek | Margreet Boersbroek / Imke Smit    | Lottie Hellingman / Margreet Boersbroek | Roos van Erkel / Myrthe Burger   | Myrthe Burger                       | Myrthe Burger                       |
| Thea Toorop en weeshuismoeder                    | Manon Nieuweboer    | Manon Nieuweboer                   | Debbie Korper / Manon Nieuweboer        | Manon Nieuweboer                 | Barbara Pouwels                     | Barbara Pouwels                     |
| Diverse rollen waaronder die van Koning Willem I | Peter Drost         | Peter Drost / Jan Tekstra          | Kees Boot / Peter Drost                 | Peter Drost                      | Peter Drost                         | Peter Drost                         |
| Aagje en Christina                               | Myrthe Burger       | Myrthe Burger / Rosa da Silva      | Myrthe Burger / Rosa da Silva           | Myrthe Burger                    | Whitney Sawyer                      | Lisse Knaapen                       |
| Duivel/bewaker                                   | Riccardo Sbrighi    | Riccardo Sbrighi / Stein Fluijt    | Riccardo Sbrighi / Stein Fluijt         | Riccardo Sbrighi / Stein Fluijt  | Riccardo Sbrighi, Reindert van Rijn | Riccardo Sbrighi, Reindert van Rijn |
| Veldwachter/danser                               |                     |                                    |                                         |                                  | Thomas van der Linden               |                                     |

### Crew
- Lavalu – compositie/muziek/zang
- Tom de Ket – schrijver
- Suzanna Jansen – dramaturgie